# Quirós, Argentina
Quirós är en ort i Argentina.   Den ligger i provinsen Catamarca, i den norra delen av landet, 900 km nordväst om huvudstaden Buenos Aires. Quirós ligger 300 meter över havet och antalet invånare är 1 156.
Terrängen runt Quirós är platt. Närmaste större samhälle är Frías, 16,9 km norr om Quirós.
I omgivningarna runt Quirós växer i huvudsak lövfällande lövskog. Runt Quirós är det mycket glesbefolkat, med 4 invånare per kvadratkilometer.